# Locusteni
Locusteni – wieś w Rumunii, w okręgu Dolj, w gminie Daneți. W 2011 roku liczyła 611 mieszkańców.